# 聖母大學球場
聖母大學體育場是位於聖母大學校園內的露天美式足球場，為圣母大学爱尔兰战士美式足球队主場。
該體育場於1930年在傳奇教練克努特·洛克尼主導下興建，因而得名「洛克尼建造之屋」。此前球隊主場為卡地亞球場。場館容量長年維持近6萬席，1994至1997年大規模改建後增設上層看台，容量突破8萬席。2014年「校園十字路口」（Campus Crossroads）改建計劃將座位數調整至77,622席。自1964年起主場賽事持續保持完售紀錄。
此場館以兩大特色聞名：其一是歷史地位，為全美最古老且最具辨識度的大學球場之一；其二是可遠眺赫斯伯格圖書館外牆著名《達陣耶穌》壁畫的獨特景觀。場地於2014年賽季啟用人工草皮，結束長達84年的天然草皮使用史。球場採標準南北朝向，海拔高度約732英尺（223）。
2014年，聖母大學啟動耗資4億美元的「校園十字路口」擴建工程，對體育場進行全面翻新。此工程增建三棟多功能建築體，分別為設有學生休閒設施與餐飲服務的「鄧肯學生中心」（Duncan Student Center）、作為音樂系教學與行政中心的「奧尼爾廳」（O'Neill Hall），以及配置心理學與人類學系教學空間的「科貝特家族廳」（Corbett Family Hall）。新建築群整合高級觀賽席、媒體轉播室與活動場域，將體育場轉型為兼具學術與大型活動功能的複合式中心，強化校園核心區域的實用性與美觀度。

## 建築結構與設計
聖母大學球場最初建造時可容納54,000名觀眾，若加設臨時看台最多可擴增至61,000席。1966年透過將座位寬度從18英寸（約46公分）縮減至17英寸（約43公分），容量提升至59,075人。1997年進行重大擴建，新增21,000個座位使總容量達80,795席。2014至2017年間實施「校園十字路口」改造計畫後，座位數調整為77,622席。該體育場自啟用以來始終維持無商業廣告標誌的傳統，裝飾風格簡約典雅，刻意保留1930年代落成時的原始建築美學。
場地鋪設方面，自1930年啟用至2013年皆採用天然草皮。2014年4月宣布改鋪人工草皮，主因是天然草皮維護困難，該年度更曾四度更換草皮（包含兩次賽季期間）。新鋪設的FieldTurf系統融入設計巧思——端區保留42度傾斜的18道白線，象徵聖母大學創校年份1842年；中場首次加入校隊標誌「ND」字樣，35碼線處則點綴綠色三葉草圖案。這種極簡設計延續1930年代傳奇教練克努特·洛克尼時期的傳統，與多數美式足球場鮮明的端區校名標示形成對比。
1997年擴建前，體育場僅依靠臨時照明設備。1982年9月18日對陣密西根大學的賽事首度啟用Musco Lighting的移動式照明系統，創下場館夜賽先例。永久性照明設備於1997年加裝，由長期持有主場賽事轉播權的NBC出資建造，主要用於確保11月午後賽事光線充足。根據校方與NBC的協議，2010年前不得舉行夜間主場賽事，直至2011年10月22日對陣南加州大學的比賽才打破此慣例。2015年配合場館改造計畫，Musco再度為球場安裝LED照明系統。

### 文化地標「達陣耶穌」
體育場北側可眺望著名文化地標《達陣耶穌》壁畫，該作品由藝術家米勒德·希茨（Millard Sheets）創作，裝置於赫斯伯格圖書館外牆。由於畫中復活基督高舉雙臂的姿態酷似裁判宣達陣的手勢，1964年落成後即被暱稱為「達陣耶穌」。1990年代末期體育場擴建工程雖部分遮擋壁畫視野，這幅由伊利諾州溫內特卡霍華德·費林（Howard V. Phalin）夫婦捐贈的藝術品，仍是連結校園信仰精神與美式足球傳統的重要象徵。

## 外部連結
- 官方网站
- 聖母大學體育場（Notre Dame Athletics）